# Teixeirinha
Teixeirinha, właśc. Elísio dos Santos Teixeira (ur. 4 marca 1922 w São Paulo, zm. 17 sierpnia 1999 tamże) – piłkarz brazylijski, występujący podczas kariery na pozycji ofensywnego pomocnika.

## Kariera klubowa
Piłkarską karierę Teixeirinha rozpoczął w Portuguesie Santista. W latach 1938–1950 i 1951–1956 występował w São Paulo FC. 8 października 1938 zadebiutował w barwach São Paulo w meczu z Sanjuanense. W klubie z São Paulo grał do zakończenia kariery w 1956 roku. Podczas tego okresu Teixeirinha wygrał z São Paulo sześciokrotnie mistrzostwa stanu São Paulo – Campeonato Paulista w 1943, 1945, 1946, 1948, 1949 i 1953 roku. W barwach klubu z São Paulo wystąpił w 516 meczach i strzelił 183 bramki. W latach 1950–1951 występował w Bangu AC.

## Kariera reprezentacyjna
W 1946 roku Teixeirinha uczestniczył w turnieju Copa América, na którym Brazylia zajęła drugie miejsce. Na tym turnieju Teixeirinha był rezerwowym i nie wystąpił w żadnym meczu. Nigdy Teixeirinhi nie udało się zadebiutować w reprezentacji Brazylii.